# Valerio Albisetti
Valerio Albisetti, talijanski psihoanalitičar. Jedan je od najznačajnijih likova suvremene psihoanalize. Utemeljitelj je personalističke psihoterapije, predaje psihologiju i političke znanosti na narodnom sveučilištu u gradu Huacho (Peru), gdje je također ravnatelj Međunarodnog instituta za tisak, film i televiziju te Međunarodnog instituta za formaciju osobe. Autor je mnogih vrlo raširenih knjiga, prevedenih na mnoge jezik.

## Djela
Napisao više djela, od kojih se ističu:
- Životno putovanje (2002.; izv. Il viaggio della vita, 1999.)
- Biti sretan (2001.; izv. Per essere felici)
- Da Freud a Dio (1996.)
- Amore (1999.)
- Mal d'amore (2000.)
- Essere amici o avere amici? (2001.)
- Si pud vincere la paura? (2001.)
- Srce slobodno za novu duhovnost
- Smij se srcem
- Roditelji i djeca
- Raditi sa srcem
- Terapija bračne ljubavi
- Životno putovanje